# 은점표범나비
은점표범나비(Fabriciana pallescens)는 네발나비과 은점표범나비속에 속하는 나비 가운데 하나이다. 표범나비 가운데 날개 뒷면에 은점이 없는 나비는 없다. 그런데도 은점표범나비라는 이름이붙여진 것은 표범나비 중에서도 은점이 아주 많기 때문이다.
은점표범나비는 햇볕을 아주 좋아해서 낮은 산 햇빛이 잘 비치는 초원에 핀 꽃에 앉아 꿀을 빨아 먹는다. 특히 개망초, 기생초, 제비쑥, 조뱅이, 나라꽃, 꿀풀, 엉겅퀴 등 여러 가지 한해살이풀 꽃에서 나는 꿀을 좋아한다.